# 吉川経健
吉川 経健（きっかわ つねたけ）は、明治時代の大名、華族。周防国岩国藩2代（最後の）藩主、初代（最後）知藩事、最終的な位階爵位は従二位子爵。

## 略歴
初代藩主・吉川経幹の長男として誕生した。幼名は菊川芳之助。
慶応3年（1867年）、父の死去により跡を継ぐが、毛利敬親の命令でその死去が隠されたため、正式に跡を継いだのは明治元年（1868年）12月28日である。明治2年（1869年）1月に叙任し、同年6月には戊辰戦争の東北戦争で功績を挙げたことから、永世5000石を与えられた。同年、版籍奉還により知藩事となる。
明治3年（1870年）に本家の長州藩で脱隊騒動が起こると、その鎮圧に努めた。明治4年（1871年）に廃藩置県で免官となり、東京へ移る。以後は旧藩士に対して義済堂を創設して、その自立を助けた。明治17年（1884年）に男爵を受爵、明治24年（1891年）4月23日には子爵に陞爵（しょうしゃく）する。
明治42年（1909年）6月4日に死去した。享年55。墓所は山口県岩国市横山の洞泉寺山墓地。

## 栄典
- 1887年（明治20年）12月24日 - 従四位[2]
- 1887年（明治20年）12月27日 - 金製黄綬褒章[3]
- 1889年（明治22年）11月29日 - 大日本帝国憲法発布記念章[4]

## 系譜
- 父：吉川経幹（1829年 - 1867年）
- 母：井上円治の娘（1832年 - 1894年）
- 正室：磯子（1868年 - ?） - 毛利元純の七女、1883年離縁[5]
- 継室：松子（1866年 - ?） - 堤功長の長女、1891年離縁[5]
- 継室：喜佐子（1868年 - ?） - 千家尊澄の五女、千家尊福の妹[6]、1899年離縁[5]
- 継室：直子（1872年 - 1940年） - 加藤泰秋の長女[7]
- 生母不明の子女
  - 女子：芳子（1897年 - 1983年） - 吉川元光正室
- 養子
  - 男子：吉川元光（1894年 - 1953年） - 吉川重吉の長男